# Siedlung der Baugenossenschaft zu Radebeul

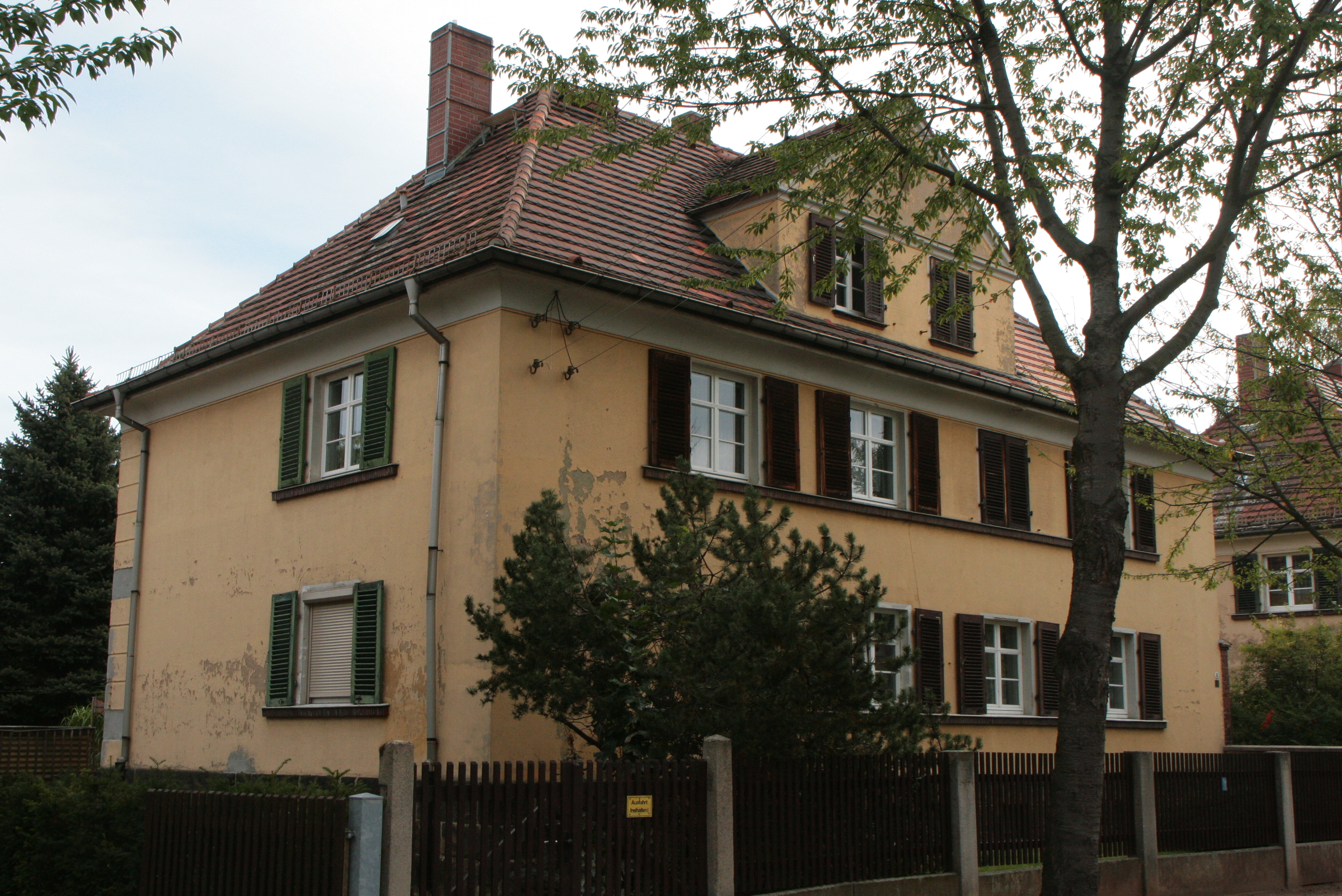
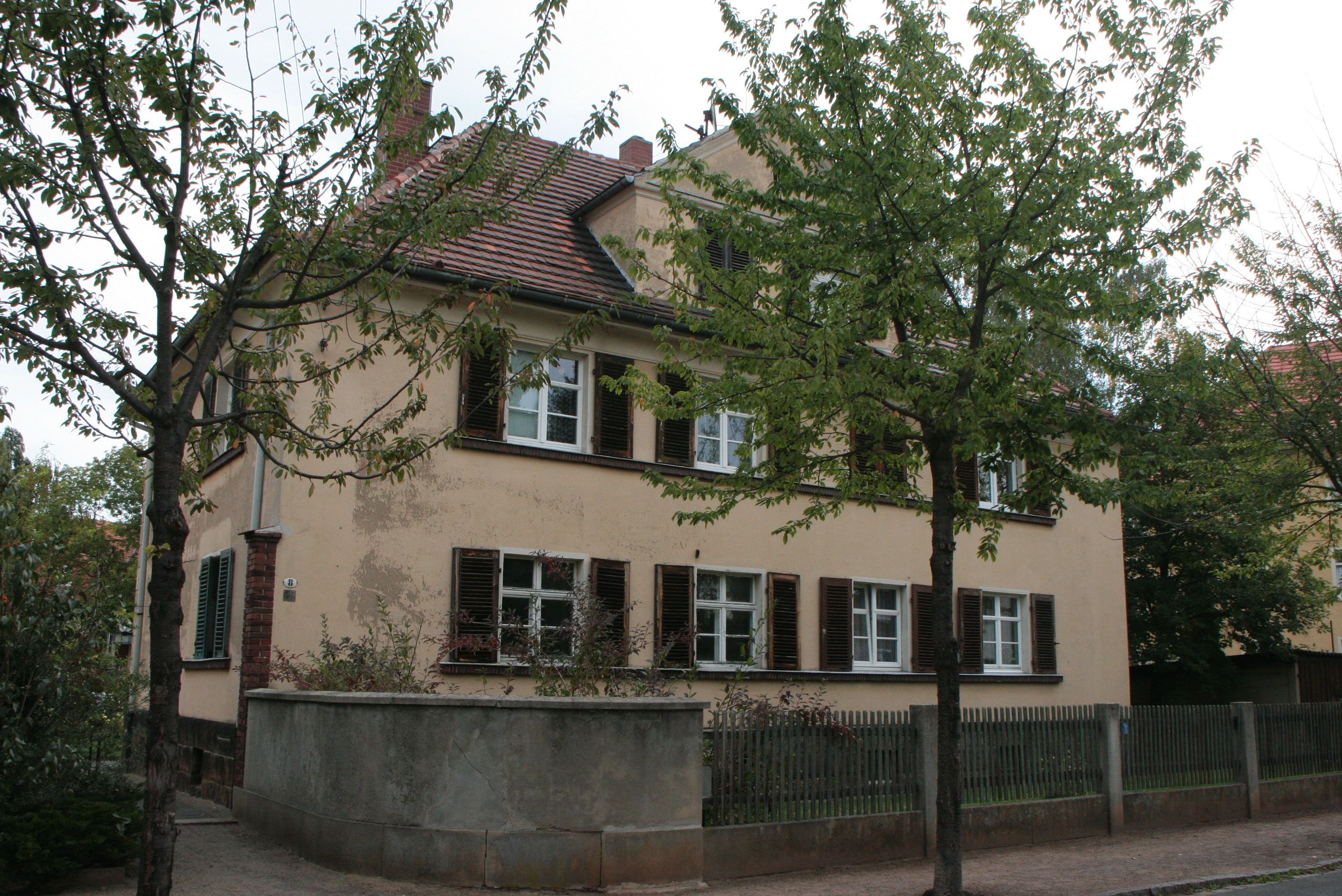
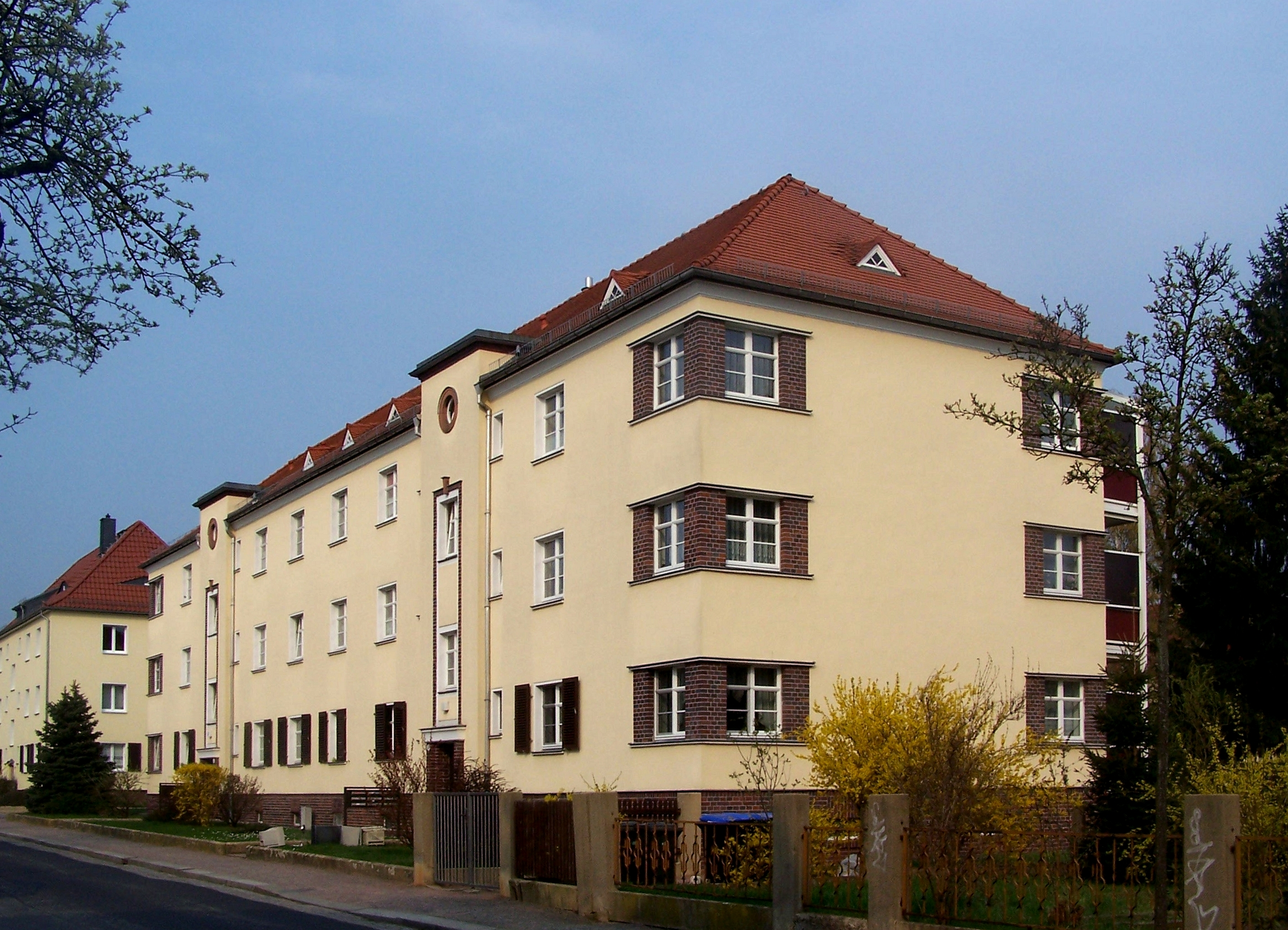
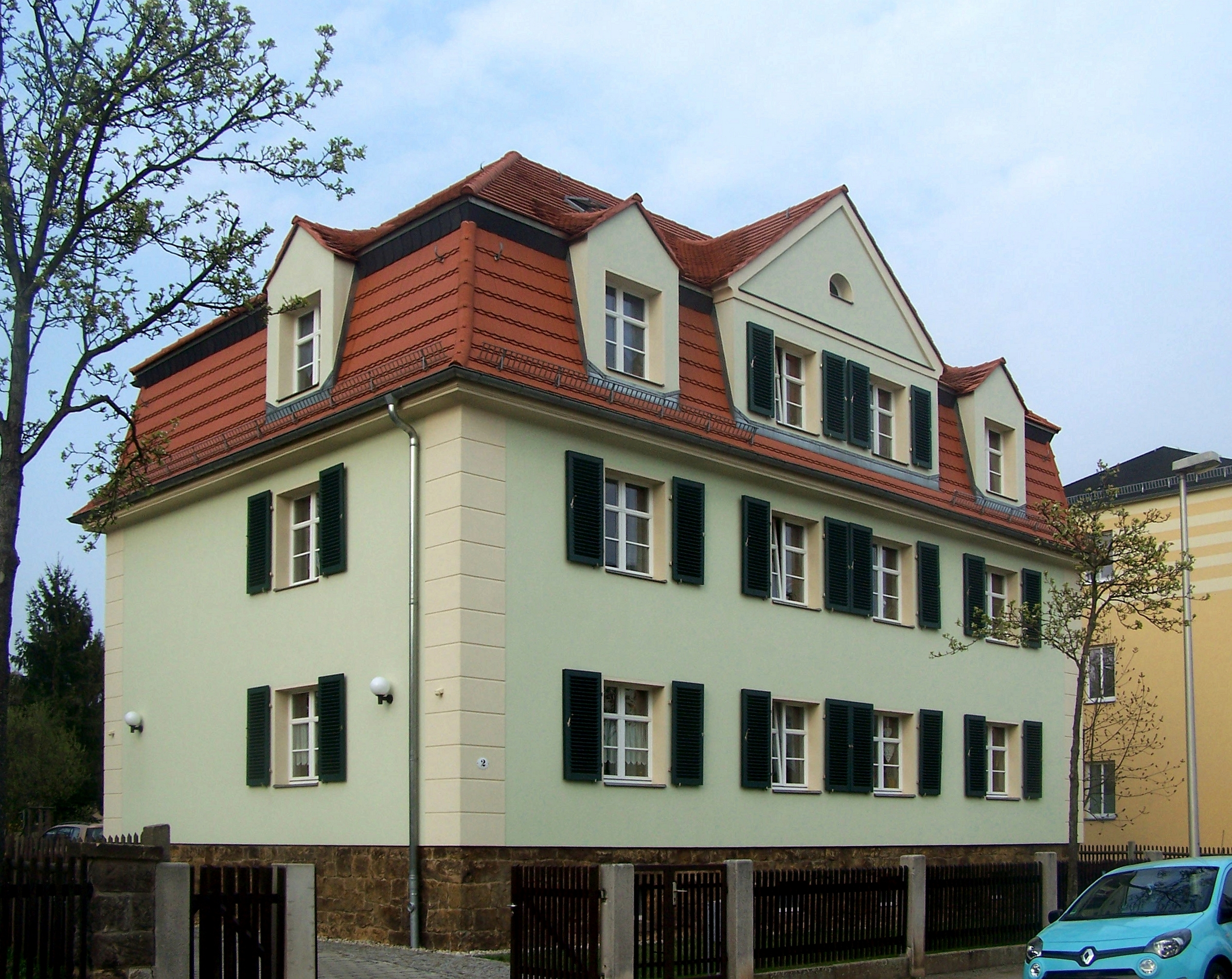
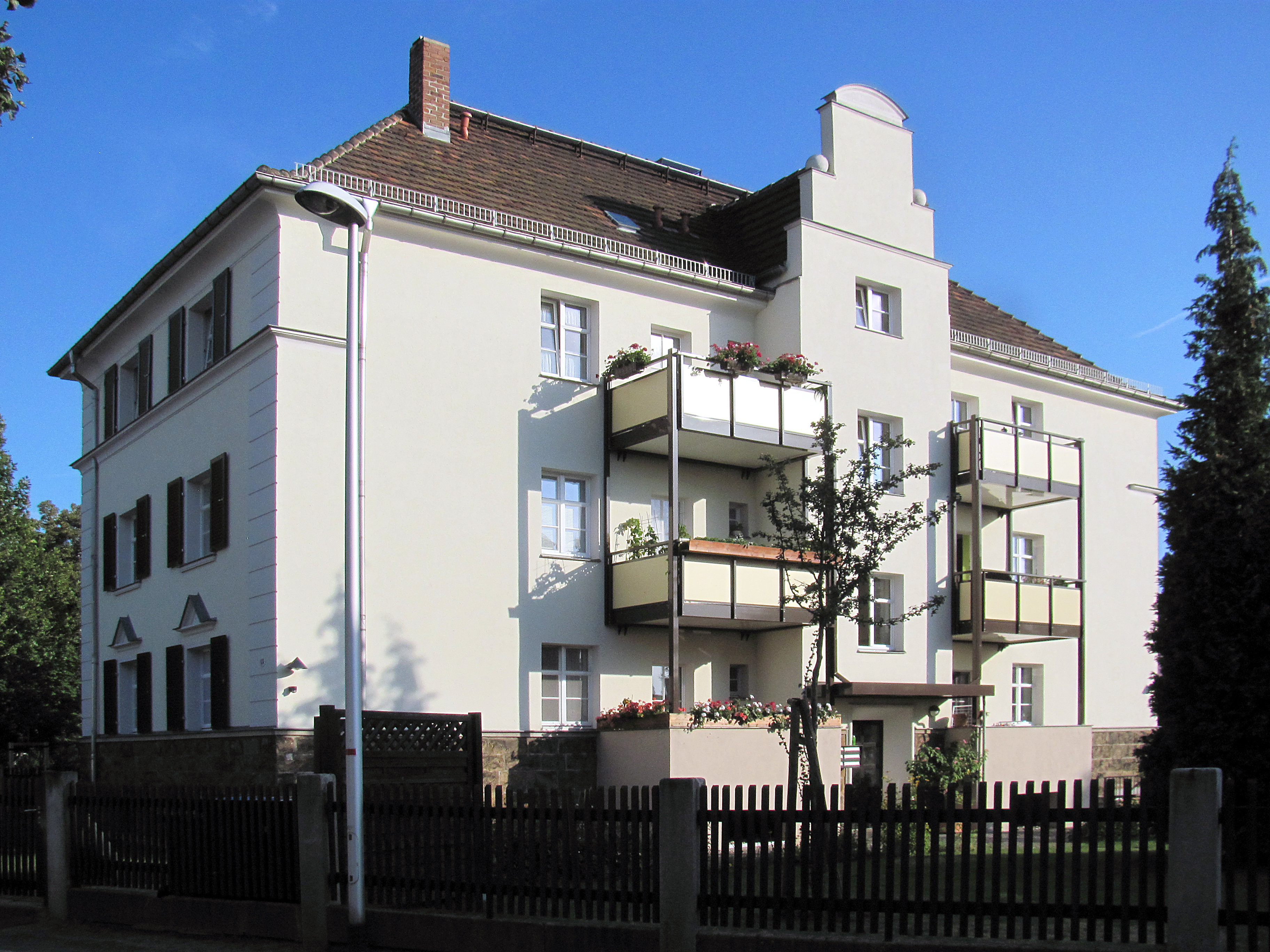

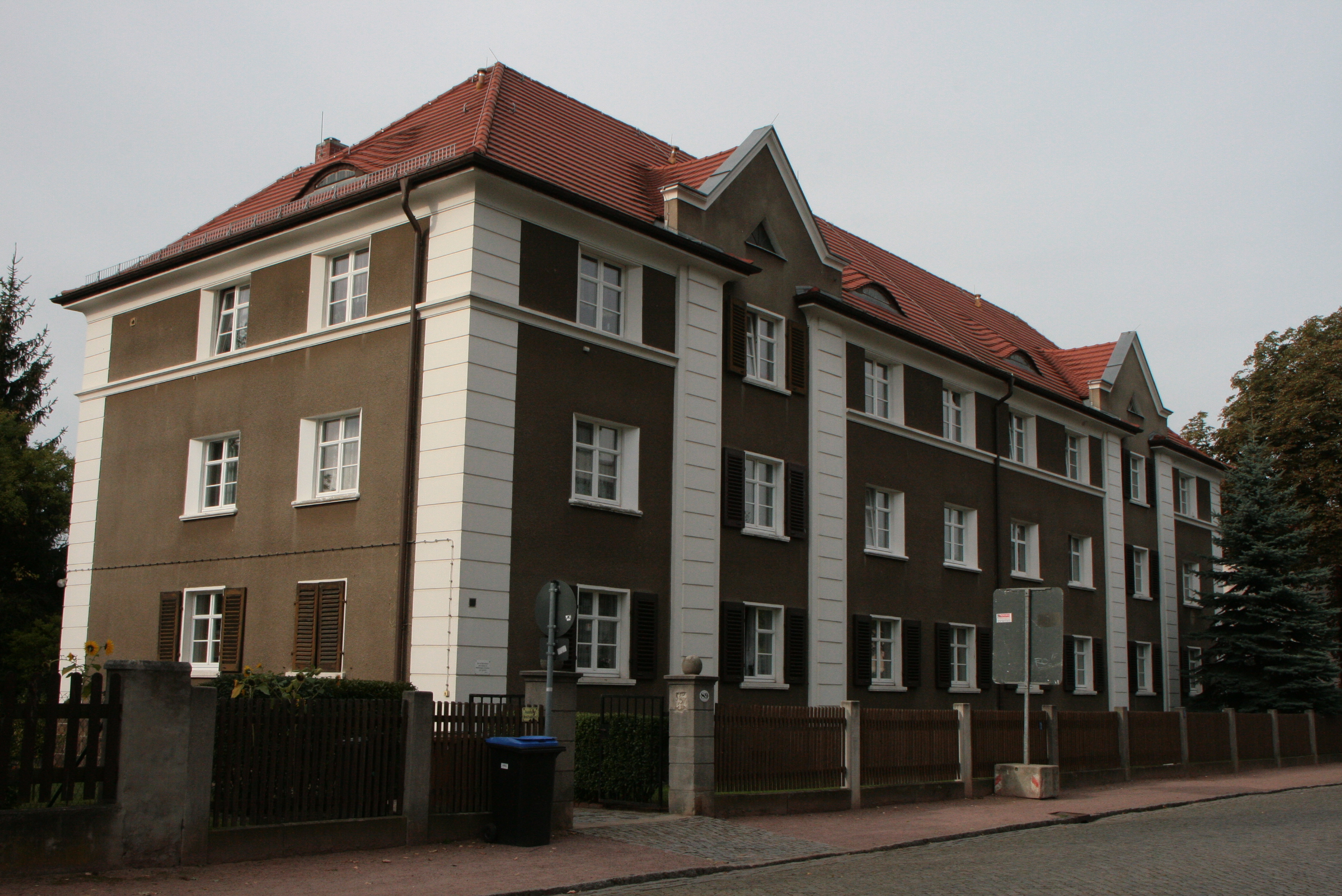
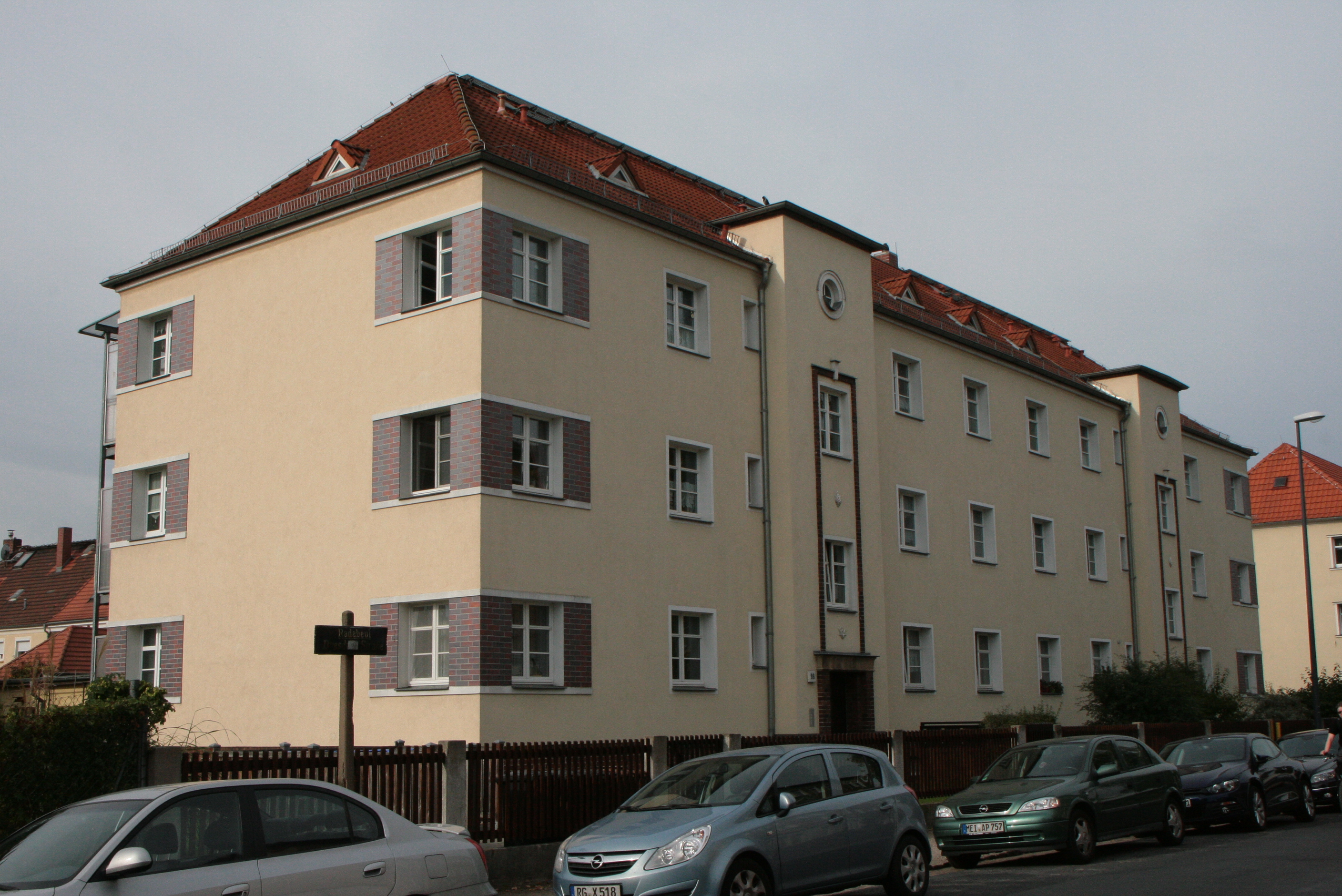
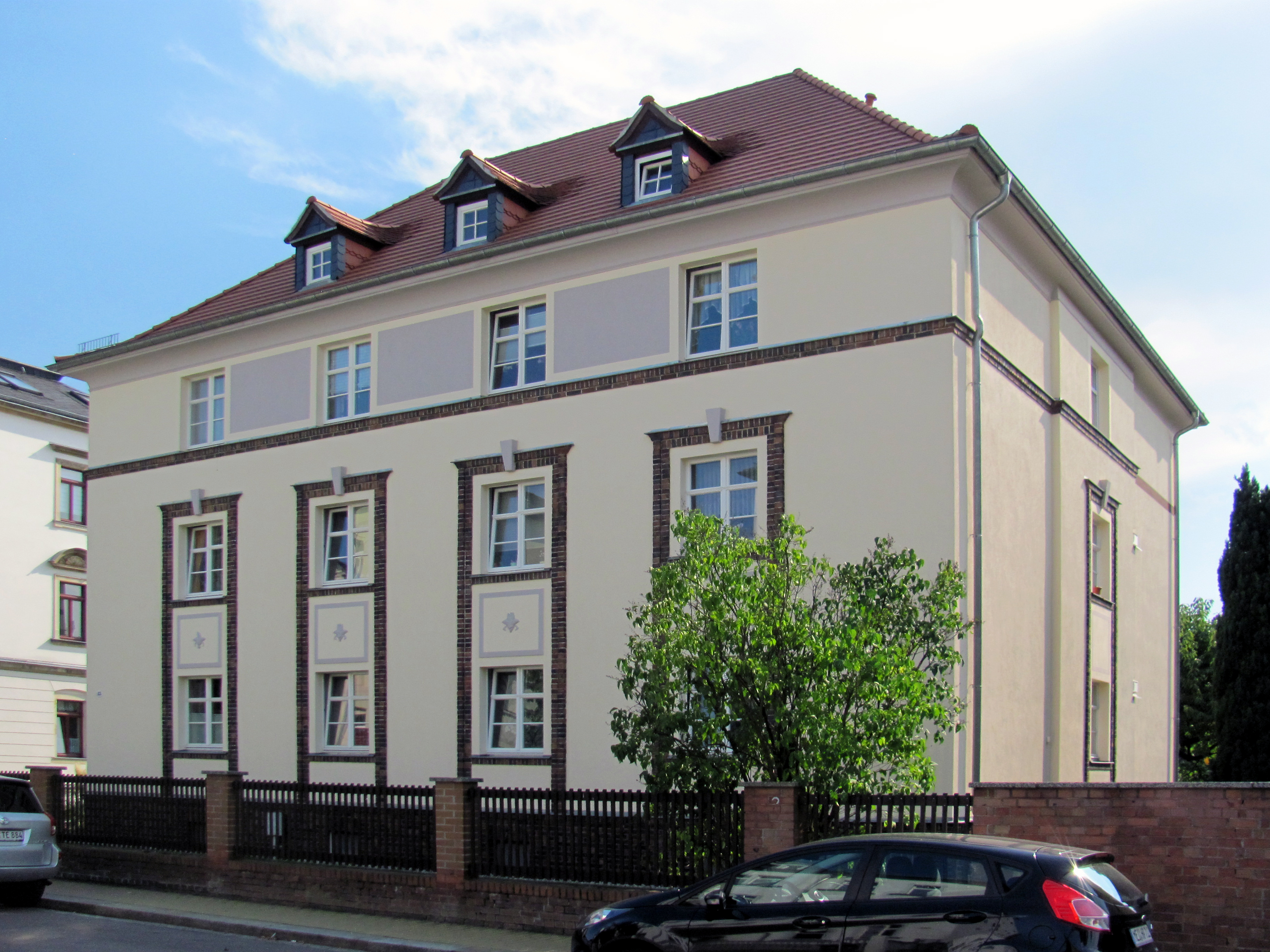
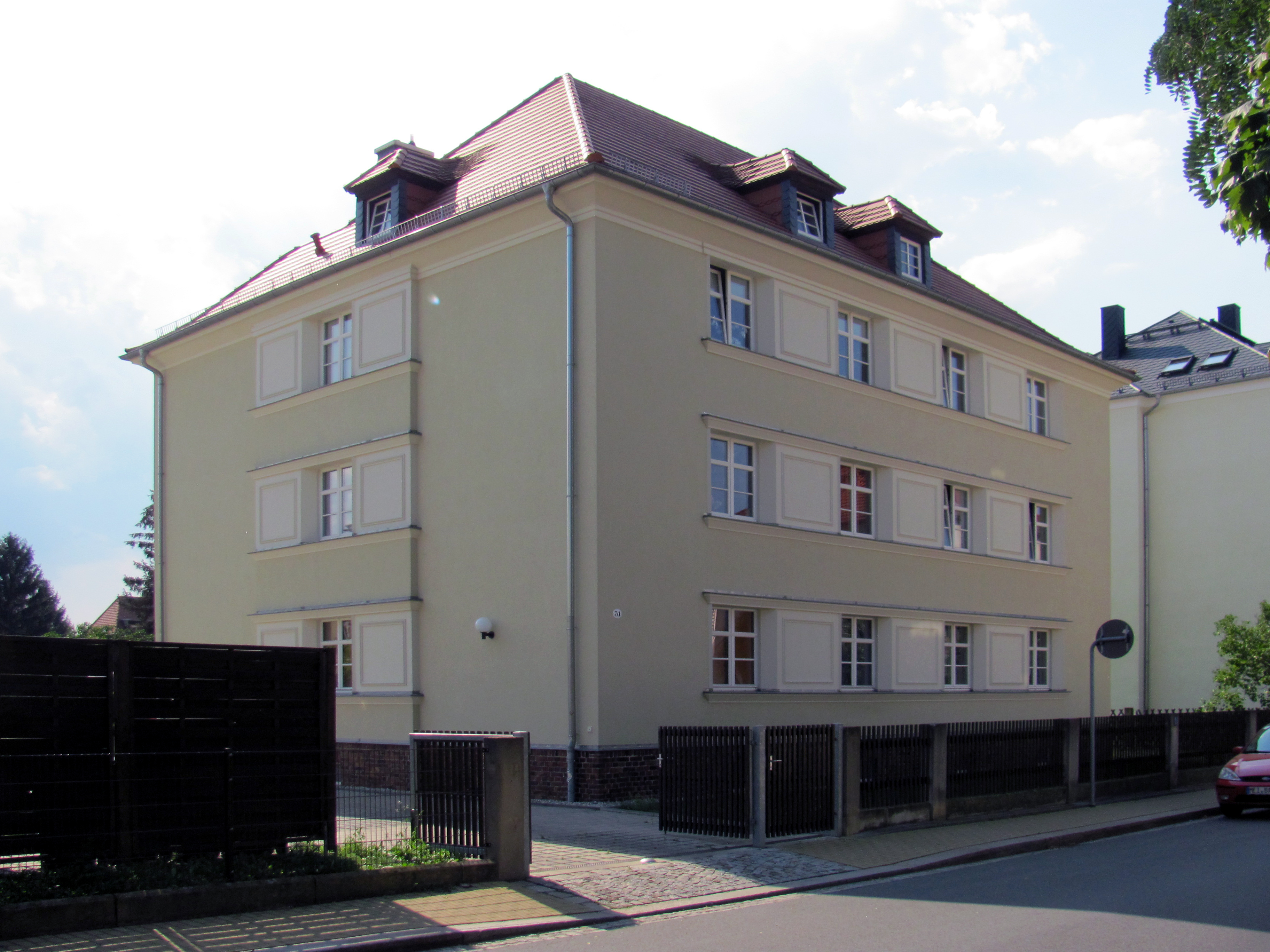

Die Siedlung der Baugenossenschaft zu Radebeul ist eine genossenschaftliche Siedlung aus den 1920er und 1930er Jahren, entworfen von dem Architekten Max Czopka. Sie liegt in der Gemarkung Radebeul der sächsischen Stadt Radebeul. Die meisten Häuser der Siedlung gehören heute zur Gemeinnützigen Wohnungsbaugenossenschaft Radebeul e. G. Sie wurden meistenteils in den 2010er Jahren modernisiert.
Ein Teil der Siedlungshäuser steht als Einzeldenkmale unter Denkmalschutz. Diese haben die Adressen An der Siedlung 6 und 8, Barthübelstraße 1/3, Birkenstraße 2 und 13, Dresdner Straße 87/89 und Dresdner Straße 97/99 sowie Gartenstraße 23 und 51. Hinzu kommen die Hintergebäude der Gartenstraße 23 und 51 sowie zu An der Siedlung 8.
- An der Siedlung 6
- An der Siedlung 8
- Barthübelstraße 1/3
- Birkenstraße 2
- Birkenstraße 13

- Dresdner Straße 87/89
- Dresdner Straße 97/99
- Gartenstraße 23
- Gartenstraße 51

- Gartenstraße 23, Hintergebäude
- Gartenstraße 51, Hintergebäude
- An der Siedlung 8, Hintergebäude

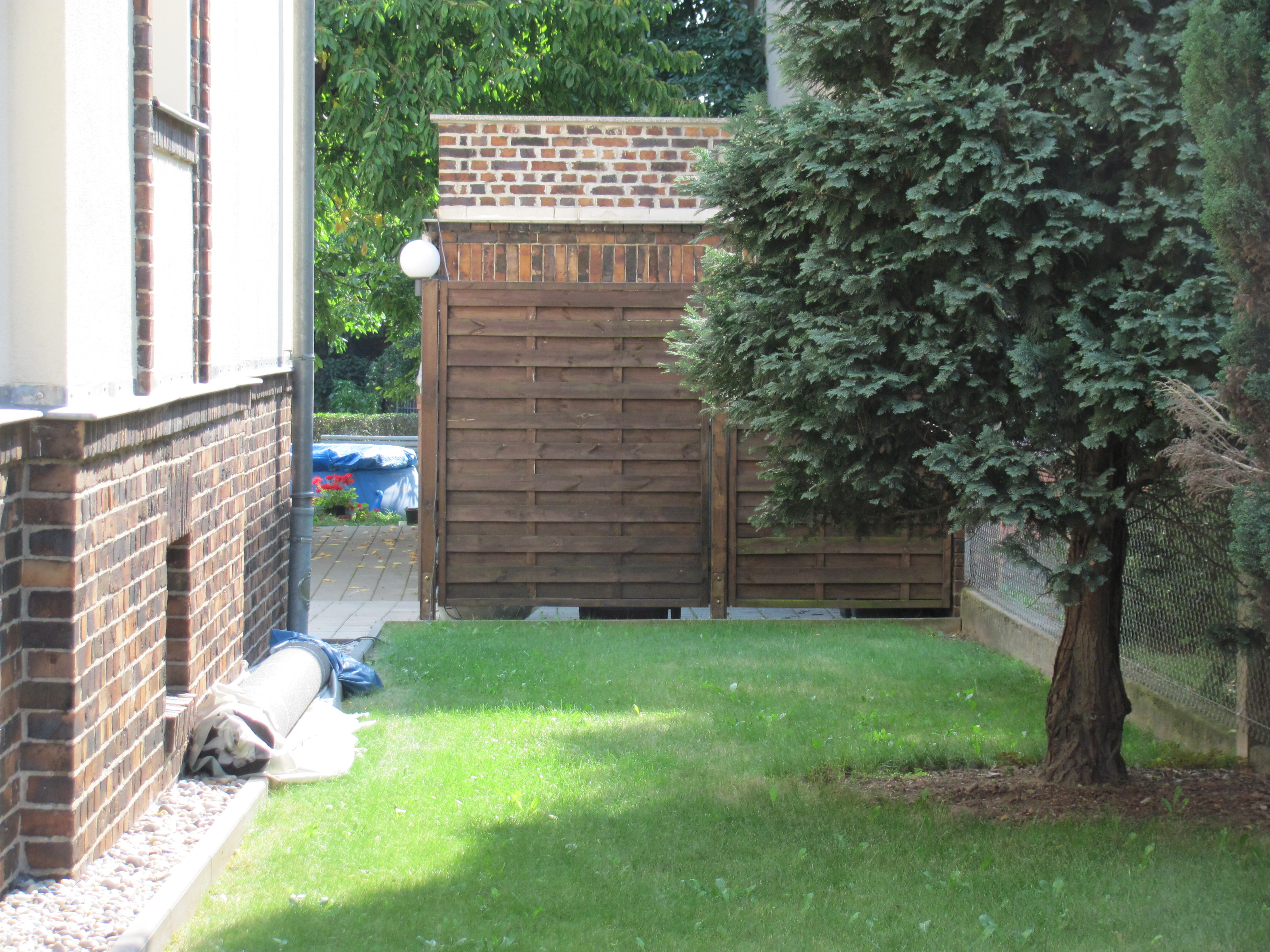
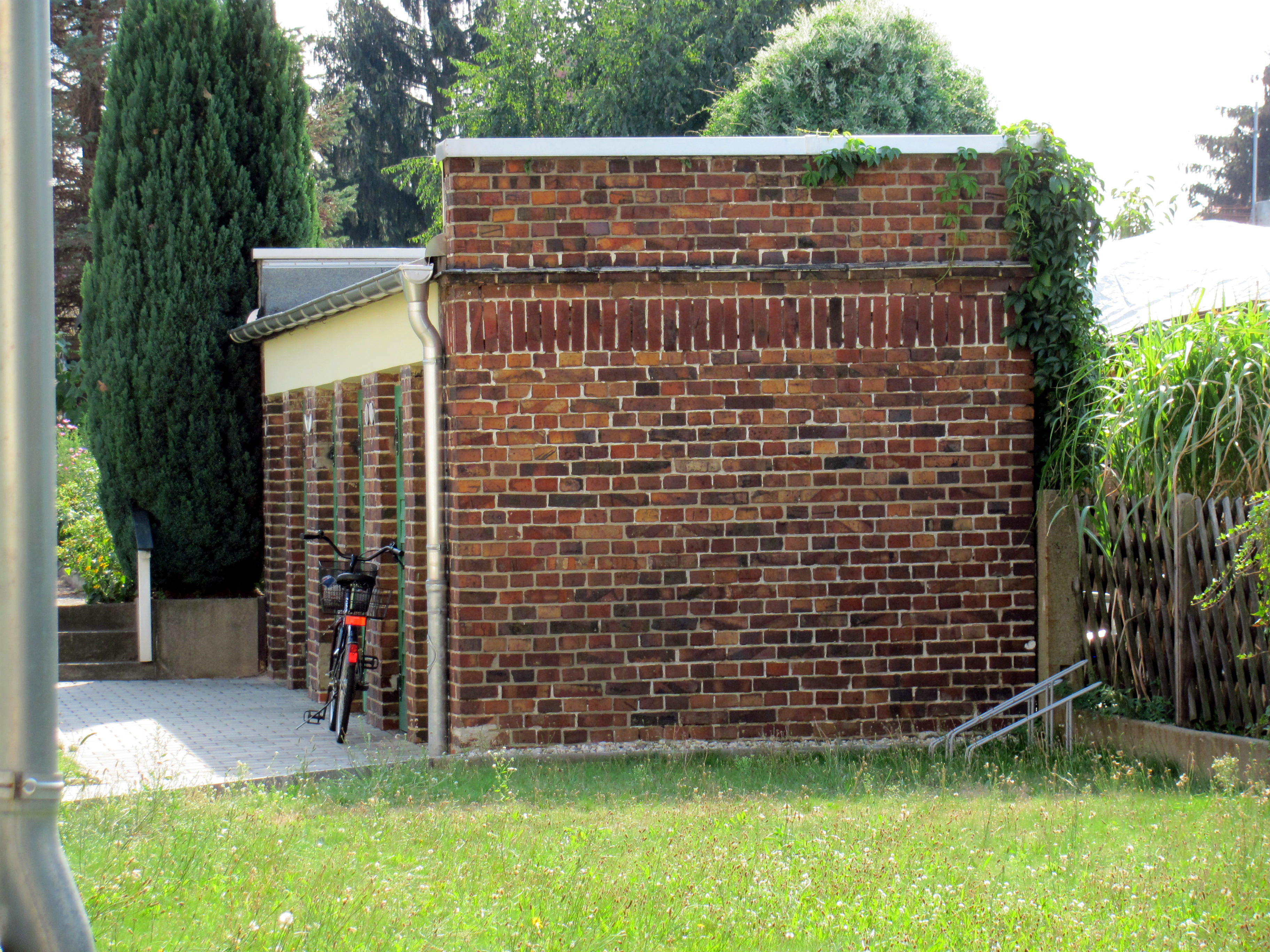
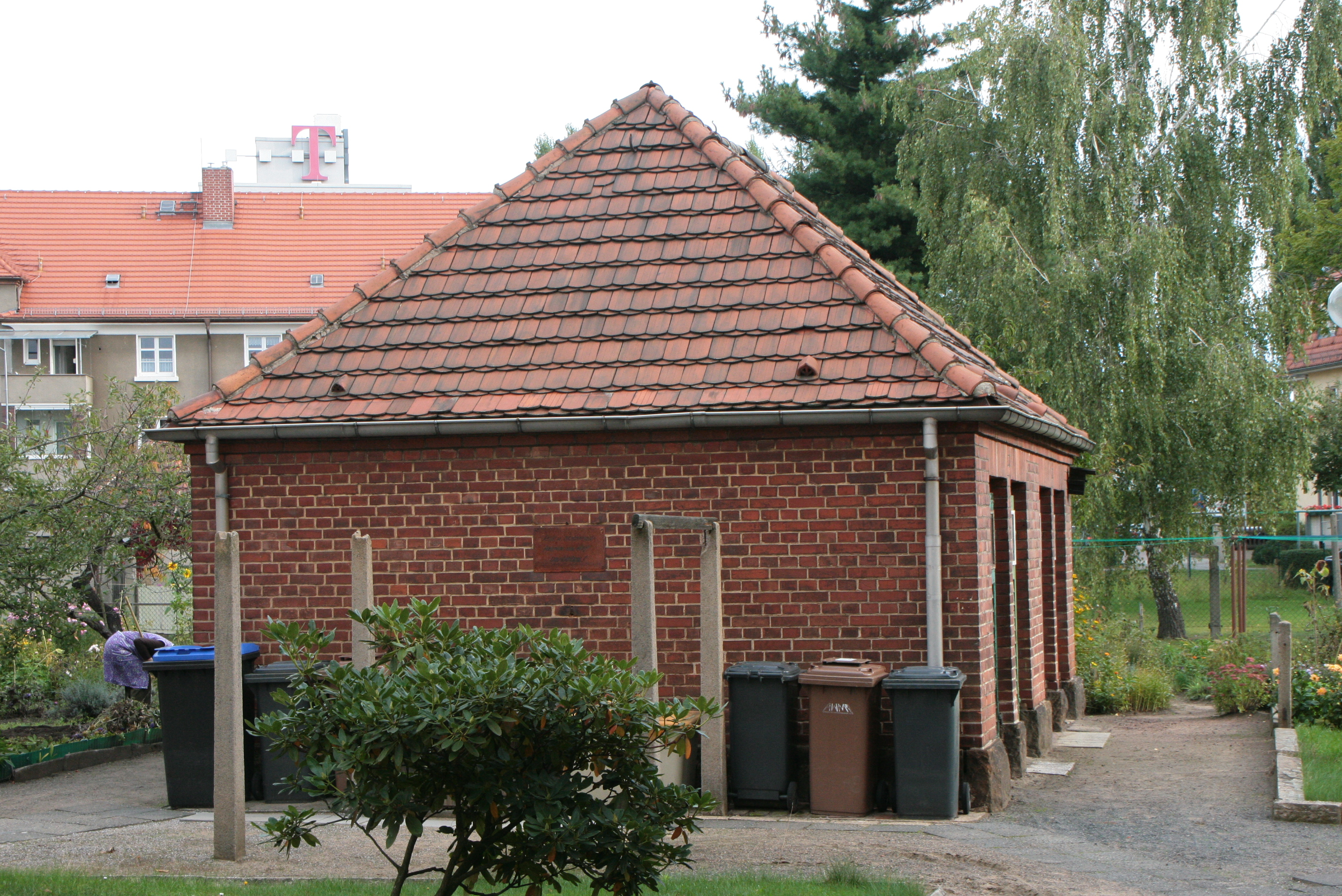

Weitere Siedlungshäuser standen bis in die 2000er Jahre ebenfalls unter Denkmalschutz. Dies sind die baugleichen Siedlungshäuser Gartenstraße 53/55, 57/59 und Trachauer Straße 24/26, 28/30, 32/34.

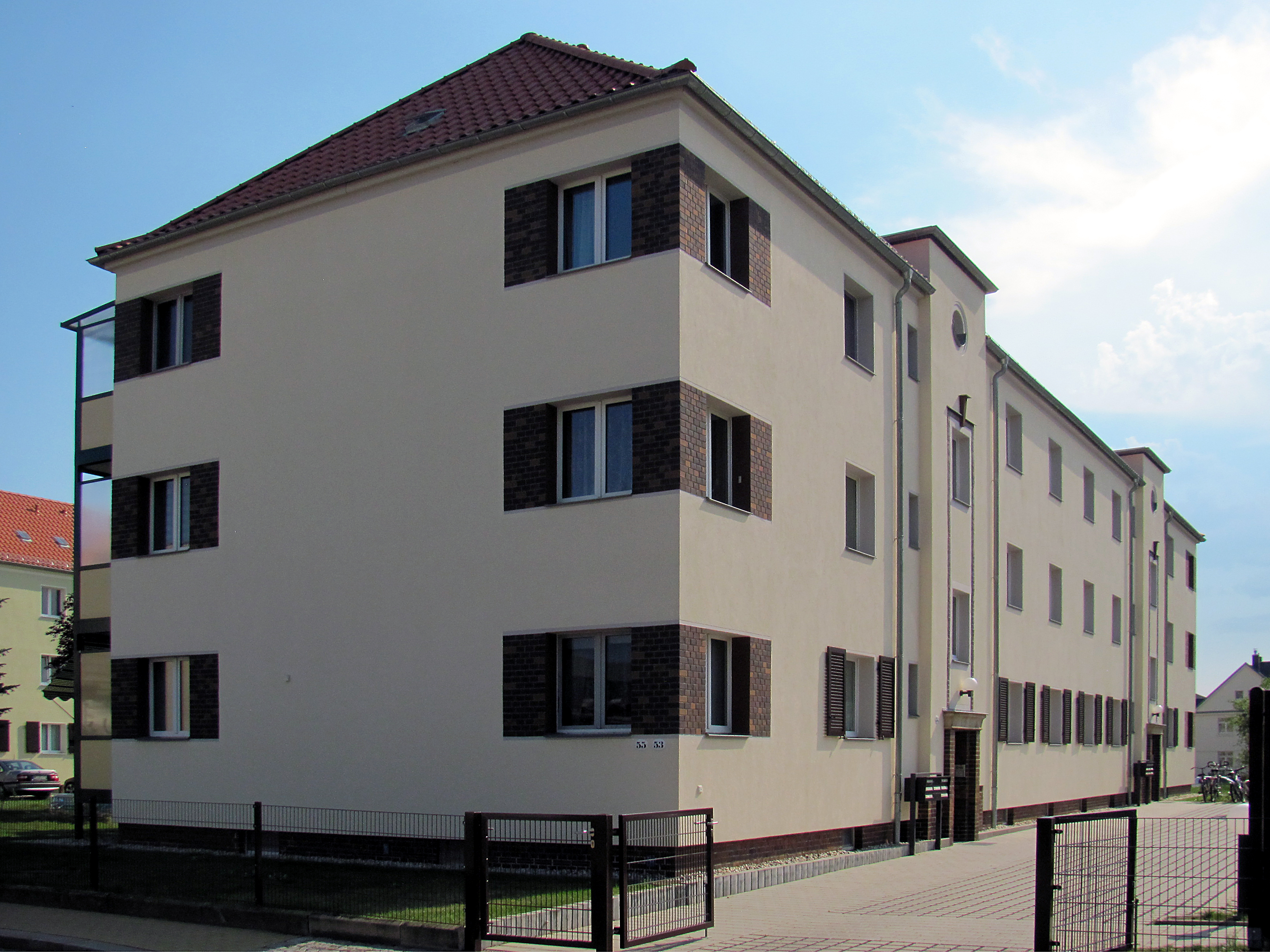
Gartenstraße 53/55
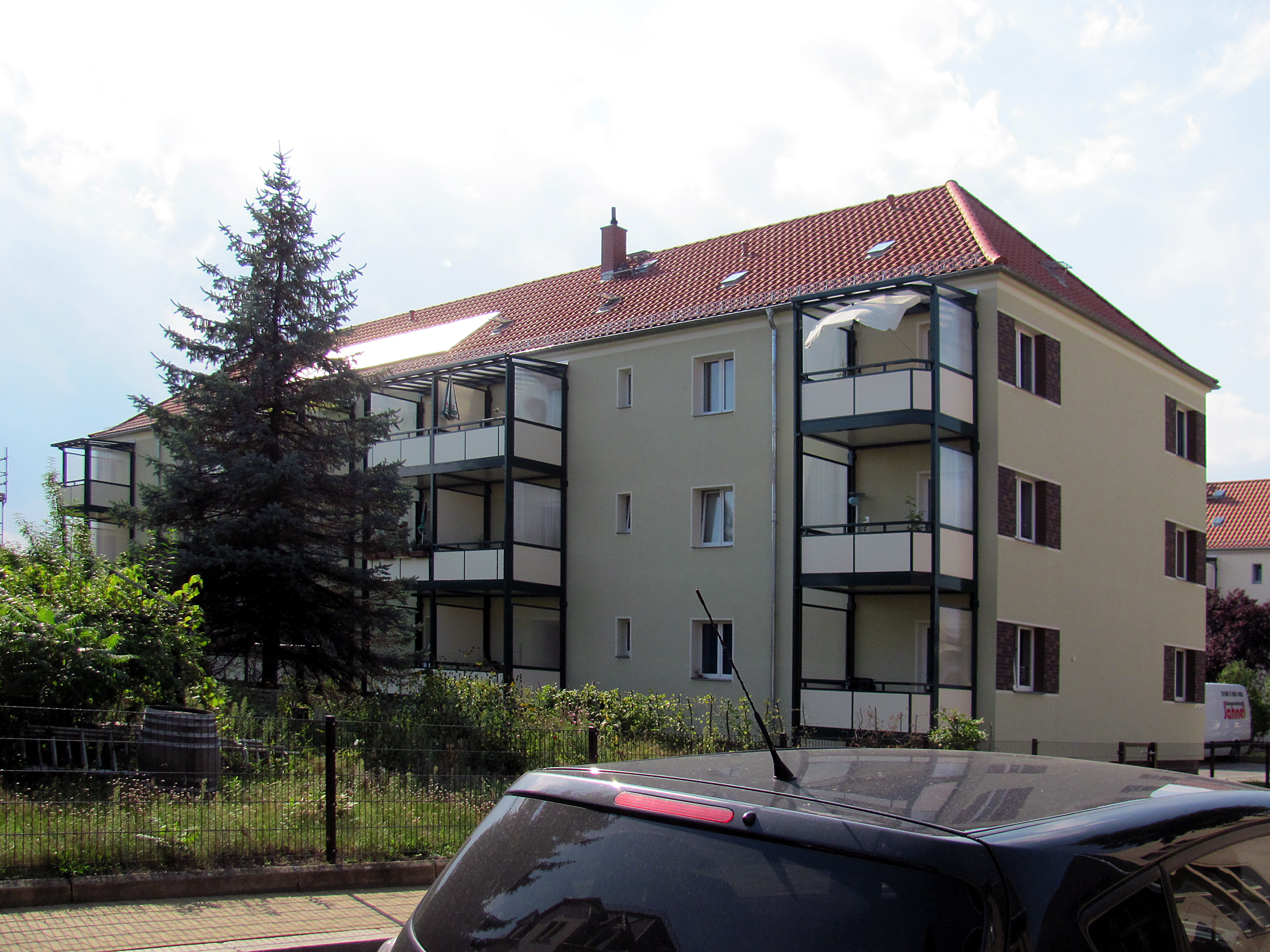
Gartenstraße 57/59
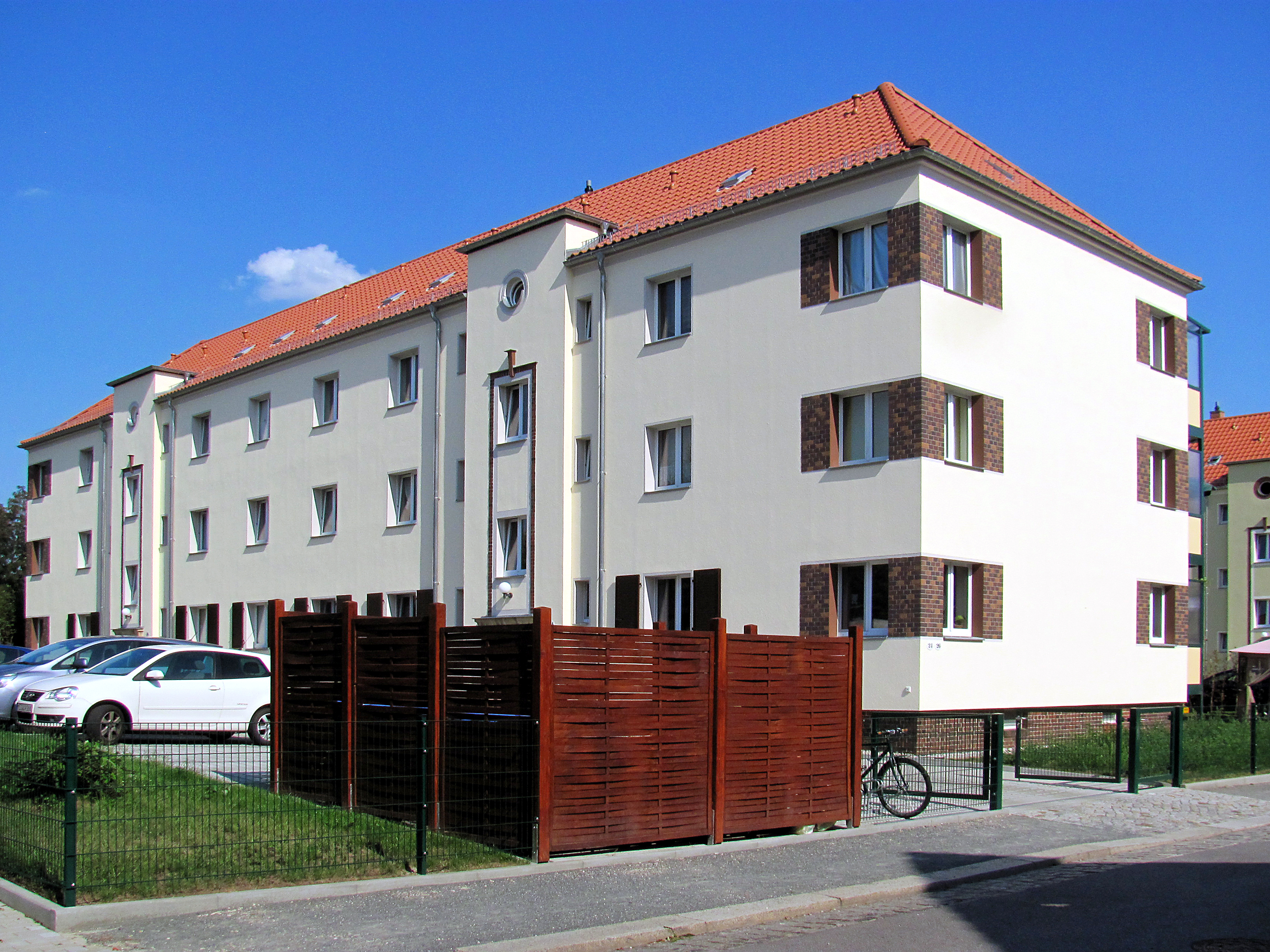
Trachauer Straße 24/26
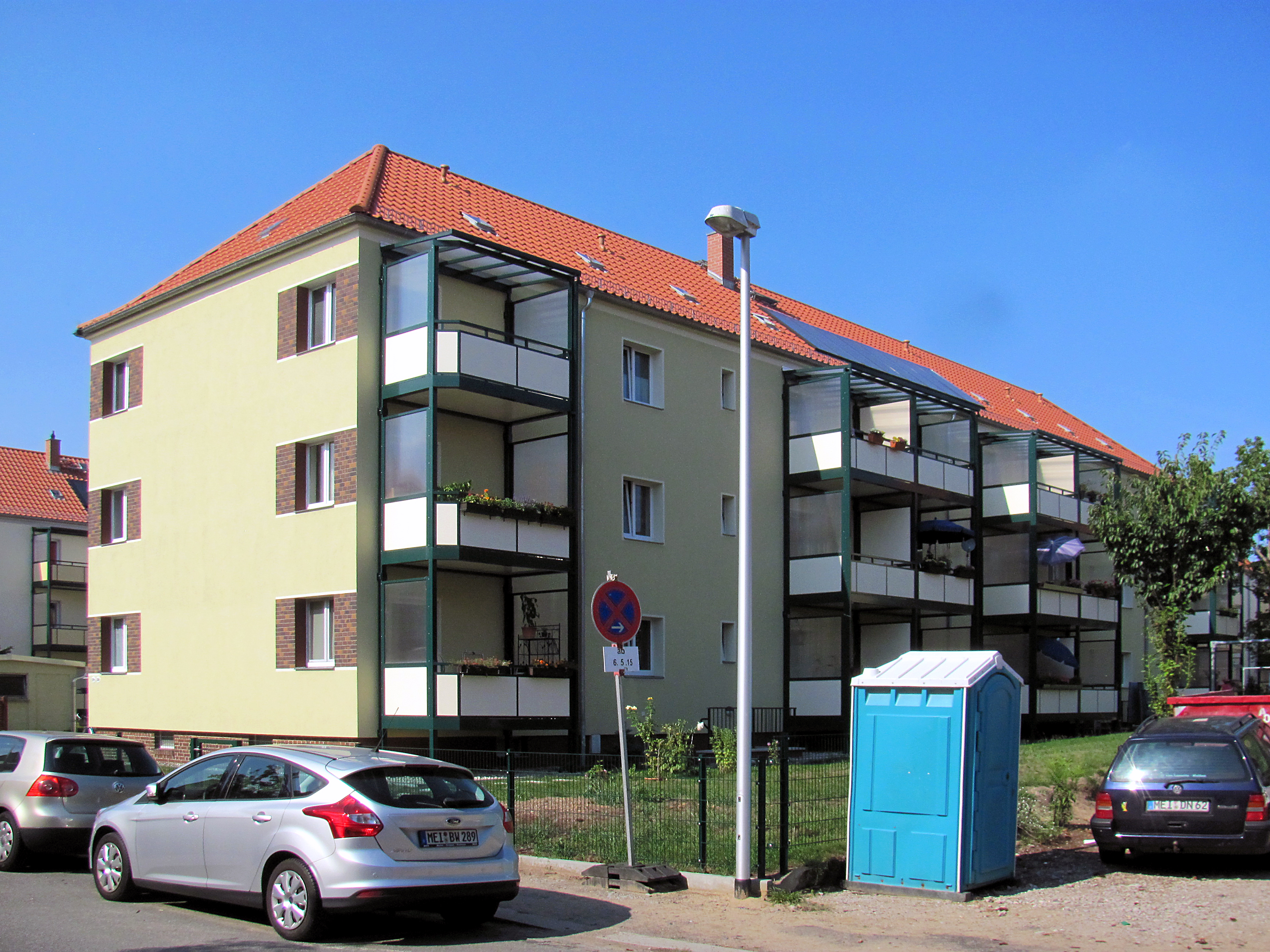
Trachauer Straße 28/30
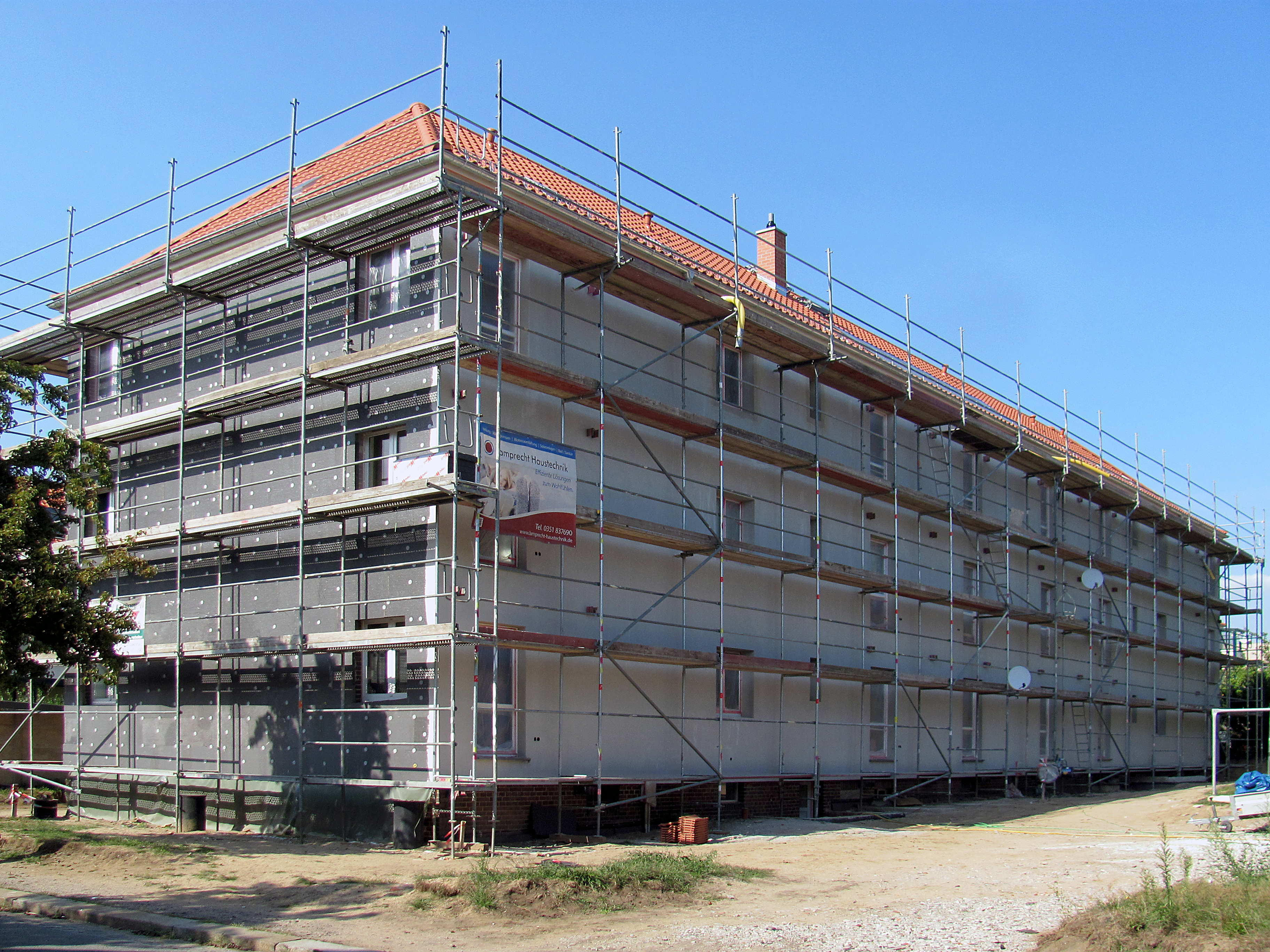
Trachauer Straße 32/34